# Oberschützen
Oberschützen (ungarisch Felsőlövő, Felsőlő; kroatisch Gornje Šice; Romani Uprutni Schica) ist eine Gemeinde mit 2472 Einwohnern (Stand 1. Jänner 2025) im Burgenland im Bezirk Oberwart in Österreich.

## Geografie
Die Gemeinde liegt im Südburgenland. Der Ort Oberschützen liegt eingebettet zwischen zwei Hügeln.

### Gemeindegliederung

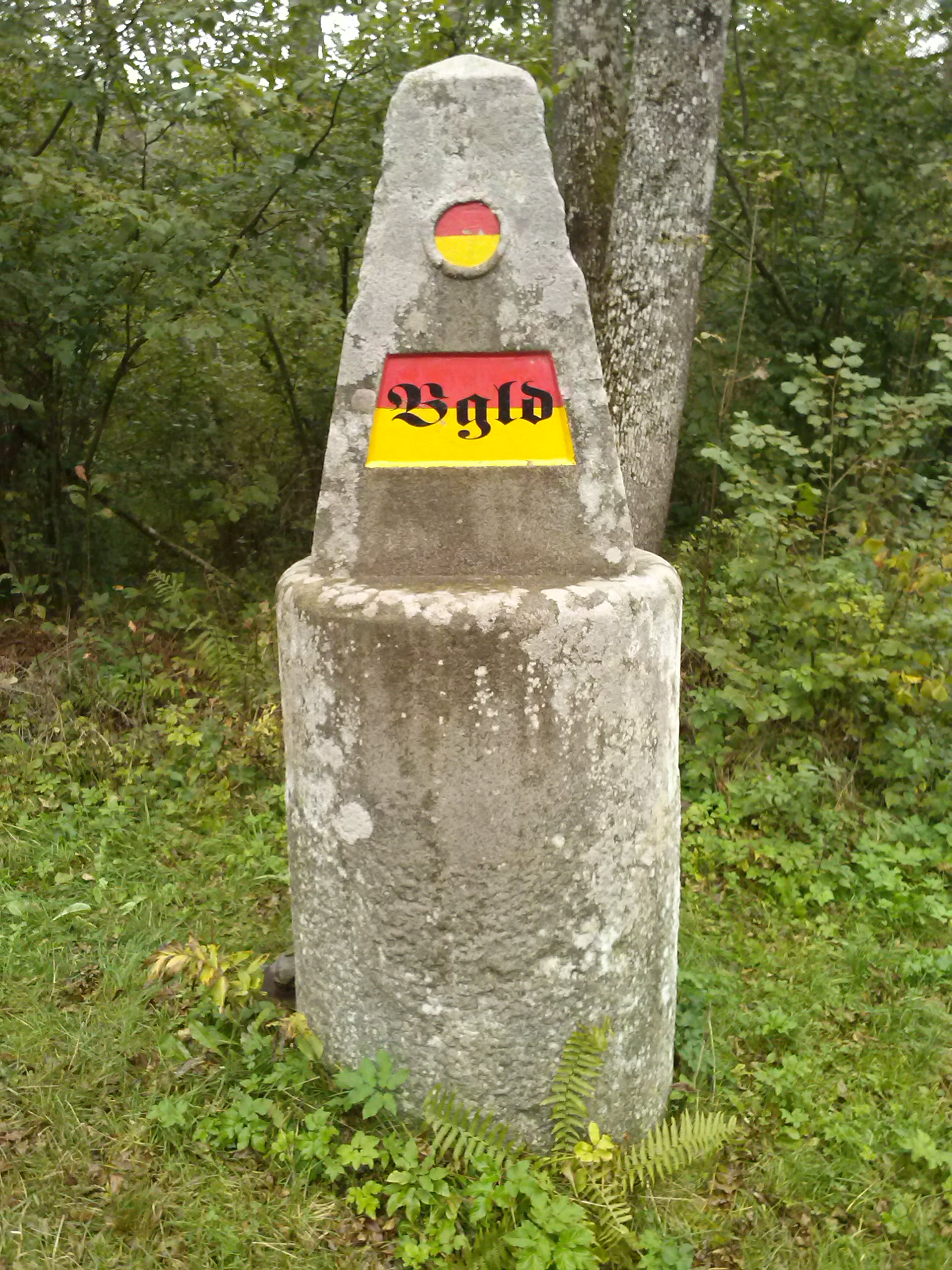
Burgenländische Seite des Grenzsteines, der das Dreiländereck kennzeichnet

Das Gemeindegebiet umfasst fünf Katastralgemeinden und gleichnamige Ortschaften (Fläche Stand 31. Dezember 2023, Bevölkerung Stand 1. Jänner 2025):
- Aschau (KG) (773,94 ha), Aschau im Burgenland (379 Einwohner)
- Oberschützen (1.237,57 ha, 1162 Einwohner)
- Schmiedrait (379,38 ha, 112 Einwohner)
- Unterschützen (1.346,84 ha, 497 Einwohner)
- Willersdorf (701,01 ha, 322 Einwohner)

| Deutscher Ortsname   | Ungarischer Ortsname | Kroatischer Ortsname | Ortsname in Romani |
| -------------------- | -------------------- | -------------------- | ------------------ |
| Aschau im Burgenland | Hamvasd              | -                    | Hamvasd            |
| Oberschützen         | Felsőlövő            | Gornje Šice          | Uprutni Schica     |
| Schmiedrait          | Határfő              | -                    | -                  |
| Unterschützen        | Alsólövő             | Dolnje Šice          | Telutni Schica     |
| Willersdorf          | Villámos             | -                    | -                  |

### Eingemeindungen
Mit 1. Jänner 1971 wurden die Gemeinden Aschau im Burgenland, Schmiedrait, Unterschützen und Willersdorf mit Oberschützen zusammengelegt.

### Nachbargemeinden
Oberschützen bildet mit seinem Ortsteil Schmiedrait sowie der steirischen Gemeinde Schäffern und der niederösterreichischen Gemeinde Hochneukirchen-Gschaidt das Dreiländereck Burgenland, Steiermark und Niederösterreich.
| Schäffern (HF)      | Hochneukirchen-Gschaidt (WB)                | Bernstein         |
| Wiesfleck Pinkafeld | Kompassrose, die auf Nachbargemeinden zeigt | Mariasdorf        |
| Riedlingsdorf       | Oberwart                                    | Bad Tatzmannsdorf |

## Geschichte
Der Ort gehörte wie das gesamte Burgenland bis 1920/21 zum Königreich Ungarn. Zur Zeit des ungarischen Grenzschutzsystems Gyepű war Oberschützen eine Siedlung freier, ungarischer Bogenschützen. Diese wurden nach Beteiligung an dem Aufstand 1271 in die Nähe von Güssing vertrieben, und es siedelten sich deutsche Kolonisten an.
Vom 1392 erfolgten Kauf und Anschluss an die Herrschaft Bernstein durch die Kanizsay bis zum Freikauf von der Herrschaft 1840 war Oberschützen Teil dieser. In der Zeitspanne von der Excorporation aus Ungarn 1447 bis zur Reincorporation 1647 war es mit dem gesamten Rest der Herrschaft Teil Niederösterreichs.
In den Jahren 1822 bis 1827 terrorisierte die Räuberbande Stradafüßler das Grenzgebiet zur Steiermark und Niederösterreich. Das heutige Burgenland wurde von der Bande als Rückzugsraum genutzt, und besonders das ehemalige Waldwirtshaus in der Sixtina sowie das heute nicht mehr existierende Waldwirtshaus in der Wartenau bei Unterschützen waren oft Treffpunkt der Stradafüßler. Ihr Anführer, der berühmt-berüchtigte Holzknechtseppl, unterhielt eine Liebesbeziehung mit Anna Weber, der Besitzerin des Waldwirtshauses in der Wartenau.
Der Legende nach wurde die Bande am 12. März 1827 von alarmierten Soldaten dort verhaftet und nach Pinkafeld gebracht, wobei Historiker dieses konkrete Datum anzweifeln.
Seit 1898 durfte offiziell – aufgrund der Standardisation der geografischen Namen – nur der ungarische Ortsname Felsőlövő verwendet werden.
Der westliche, deutschsprachige Teil Ungarns und damit auch Oberschützen wurde nach den Verträgen von St. Germain und Trianon 1920 der Republik Österreich zugesprochen.
Oberschützen war in den 1930er Jahren das Zentrum der illegalen NSDAP des Burgenlandes. Bereits 1931 war hier eine Ortsgruppe gegründet worden. Nach dem „Anschluss'“ Österreichs wurde am 21. Mai 1939 südlich des Ortes das Anschlussdenkmal eingeweiht.

## Kultur und Sehenswürdigkeiten

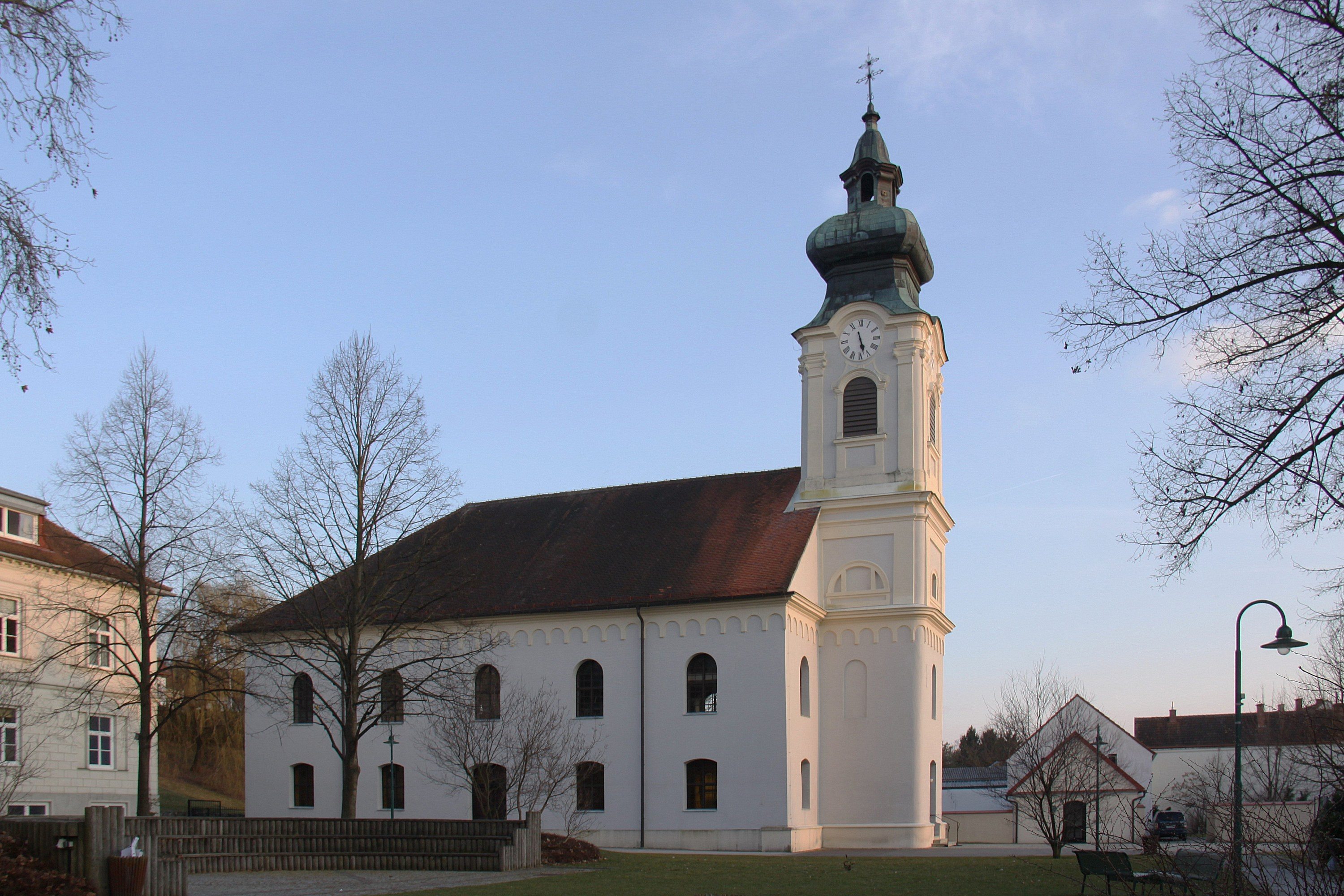
Evangelische Pfarrkirche Oberschützen

Anschlussdenkmal

- Evangelische Pfarrkirche Oberschützen
- Evangelische Pfarrkirche Unterschützen
- Katholische Filialkirche Oberschützen hl. Bartholomäus
- Katholische Filialkirche Willersdorf hl. Katharina
- Anschlussdenkmal: Das Denkmal wurde 1939 in Erinnerung an den Anschluss Österreichs (1938) an das Großdeutsche Reich errichtet. Es war das größte Denkmal seiner Art in der damaligen Ostmark. Die tempelartige Anlage ist eines der wenigen erhaltenen Denkmäler der Zeit des Nationalsozialismus in Österreich und sorgt noch heute für Diskussionen und Kontroversen. 1997 wurde daran eine Gedenk- und Mahntafel angebracht.
- Willersdorfer Schlucht
- Haus der Volkskultur: 2003 wurde das Haus der Volkskultur errichtet, das mittlerweile drei Vereine beherbergt. Besitzer des Hauses ist die Burgenländisch-Hianzische Gesellschaft (Hianzenverein, 1996 gegründet), eingemietet sind weiters das Burgenländische Volksliedwerk und der Museumsverein Oberschützen. Das Haus versteht sich als Kompetenzzentrum für die burgenländische Volkskultur.

### Regelmäßige Veranstaltungen
- Im Oktober 2010 fand der erste Jenő-Takács-Klavierwettbewerb[9] in Oberschützen statt, an dem junge Pianistinnen und Pianisten aus Österreich, Ungarn, Deutschland, Israel, Serbien und Lettland teilnahmen.

## Wirtschaft und Infrastruktur

### Verkehr
Seit dem Sommer 2005 war die Eisenbahnlinie zwischen Oberwart und Oberschützen, ein Nebenast der Pinkatalbahn, wieder für Züge befahrbar, nachdem die Österreichischen Bundesbahnen diese zuvor stillgelegt hatten. Ein gemeinnütziger Verein (FROWOS-Freunde der Bahnlinie Oberwart-Oberschützen) hatte die Strecke revitalisiert und betrieb Fahrten mit Motordraisinen. Nach einer Beschädigung einer Brücke in Folge eines Verkehrsunfalles wurde die Strecke neuerlich stillgelegt und abgebaut.

### Bildung

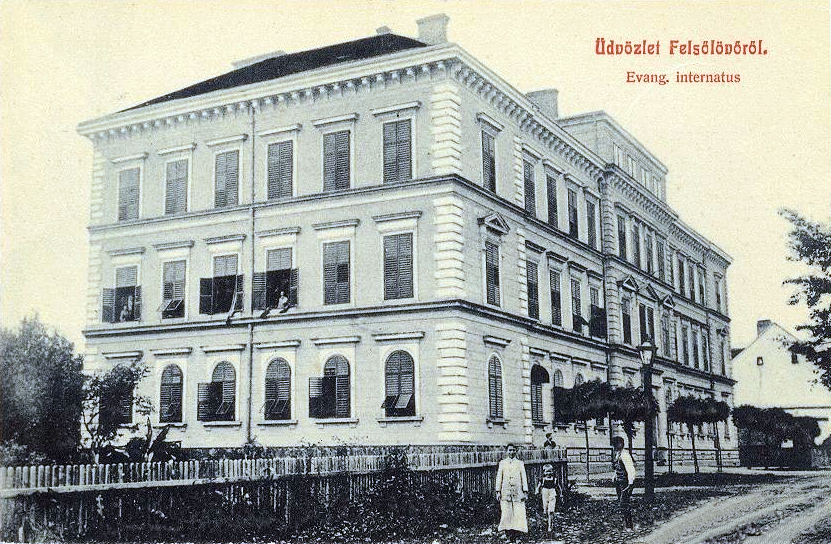
Oberschützen, Evangelisches Internat (um 1900)

Oberschützen beherbergt derzeit eine für seine Größe außergewöhnliche Anzahl an Bildungsstätten. Vorhanden sind ein Kindergarten, eine Volksschule, eine Sportmittelschule, zwei Gymnasien und ein Institut der Kunstuniversität Graz.
1814 wurde mit dem Bau einer evangelischen Volksschule begonnen. Bald darauf erlebte Oberschützen durch das Wirken des Pfarrers Gottlieb August Wimmer, dem die Gemeinde die Gründung seiner höheren Schulen verdankt, einen bedeutenden Aufschwung.
Als nach dem Ende des Ersten Weltkriegs das vormalige Deutschwestungarn als neues Bundesland Burgenland zu Österreich kam, waren die Evangelische Lehrerbildungsanstalt (LBA) (heute Evang. RG und ORG) und das Evang. RG (heute BG/BRG/BORG Oberschützen) die einzigen höheren Schulen des jüngsten Bundeslandes.
1938 wurden beide Schulen im Zuge des Anschlusses verstaatlicht und als staatliche Schulen bis 1945 weitergeführt. 1946 wurden das frühere Evang. RG als Bundesrealgymnasium und das Internat als Bundeskonvikt wiedereröffnet. Die ehemalige Lehrerbildungsanstalt blieb zunächst geschlossen und nahm erst 1958 als Evangelische Lehrerbildungsanstalt Oberschützen wieder den Betrieb auf.
Eine weitere Bereicherung des Bildungsangebotes erfuhr der Schulort Oberschützen 1965 durch die Errichtung einer Expositur der Grazer Musikakademie (heute Institut Oberschützen der Kunstuniversität Graz). Die Expositur war zunächst in verschiedenen Gebäuden provisorisch untergebracht, bis schließlich im Jahr 1982 das Kultur- und Hochschulzentrum fertiggestellt war und dort in einem Teil des Kulturzentrums eine Heimat gefunden wurde. Im Jahre 1966 bekam Oberschützen eine Hauptschule; das neue Hauptschulgebäude mit einem Turnsaal war 1972 fertig.

## Politik

### Gemeinderat

Gemeindeamt Oberschützen

Der Gemeinderat umfasst aufgrund der Anzahl der Wahlberechtigten insgesamt 23 Mitglieder.
| Partei          | 2022             | 2022             | 2022             | 2017             | 2017             | 2017             | 2012             | 2012             | 2012             | 2007             | 2007             | 2007             | 2002             | 2002             | 2002             | 1997             | 1997             | 1997             |
| Partei          | Sti.             | %                | M.               | Sti.             | %                | M.               | Sti.             | %                | M.               | Sti.             | %                | M.               | Sti.             | %                | M.               | Sti.             | %                | M.               |
| --------------- | ---------------- | ---------------- | ---------------- | ---------------- | ---------------- | ---------------- | ---------------- | ---------------- | ---------------- | ---------------- | ---------------- | ---------------- | ---------------- | ---------------- | ---------------- | ---------------- | ---------------- | ---------------- |
| ÖVP             | 982              | 58,87            | 15               | 1026             | 61,77            | 15               | 837              | 51,96            | 13               | 824              | 49,91            | 12               | 726              | 43,14            | 10               | 596              | 40,13            | 9                |
| SPÖ A1          | 460              | 27,58            | 7                | 372              | 22,40            | 5                | 417              | 25,88            | 6                | 456              | 27,62            | 7                | 455              | 27,04            | 6                | 438              | 29,49            | 6                |
| Grüne           | 105              | 6,29             | 1                | 119              | 7,16             | 1                | 109              | 6,77             | 1                | 65               | 3,94             | 0                | 103              | 6,12             | 1                | nicht kandidiert | nicht kandidiert | nicht kandidiert |
| MFG             | 63               | 3,78             | 0                | nicht kandidiert | nicht kandidiert | nicht kandidiert | nicht kandidiert | nicht kandidiert | nicht kandidiert | nicht kandidiert | nicht kandidiert | nicht kandidiert | nicht kandidiert | nicht kandidiert | nicht kandidiert | nicht kandidiert | nicht kandidiert | nicht kandidiert |
| FPÖ             | 58               | 3,48             | 0                | 144              | 8,67             | 2                | nicht kandidiert | nicht kandidiert | nicht kandidiert | 306              | 18,53            | 4                | 399              | 23,71            | 6                | 358              | 24,11            | 5                |
| FPO A1          | nicht kandidiert | nicht kandidiert | nicht kandidiert | nicht kandidiert | nicht kandidiert | nicht kandidiert | 248              | 15,39            | 3                | nicht kandidiert | nicht kandidiert | nicht kandidiert | nicht kandidiert | nicht kandidiert | nicht kandidiert | nicht kandidiert | nicht kandidiert | nicht kandidiert |
| UA Liste Toth   | nicht kandidiert | nicht kandidiert | nicht kandidiert | nicht kandidiert | nicht kandidiert | nicht kandidiert | nicht kandidiert | nicht kandidiert | nicht kandidiert | nicht kandidiert | nicht kandidiert | nicht kandidiert | nicht kandidiert | nicht kandidiert | nicht kandidiert | 93               | 6,26             | 1                |
| Wahlberechtigte | 2293             | 2293             | 2293             | 2184             | 2184             | 2184             | 2100             | 2100             | 2100             | 2059             | 2059             | 2059             | 2045             | 2045             | 2045             | 1963             | 1963             | 1963             |
| Wahlbeteiligung | 77,24 %          | 77,24 %          | 77,24 %          | 81,59 %          | 81,59 %          | 81,59 %          | 82,62 %          | 82,62 %          | 82,62 %          | 83,78 %          | 83,78 %          | 83,78 %          | 86,85 %          | 86,85 %          | 86,85 %          | 84,82 %          | 84,82 %          | 84,82 %          |

### Bürgermeister
Bürgermeister ist Hans Unger (ÖVP). Nachdem Günter Toth (ÖVP), der der Gemeinde seit der Bürgermeisterdirektwahl am 6. Oktober 2002 vorstand, bereits im September 2016 ankündigte, sein Amt als Bürgermeister niederzulegen, wurde am 20. Oktober 2016 vom Gemeinderat Hans Unger (ÖVP) zu dessen Nachfolger gewählt.
Bei der Wahl am 1. Oktober 2017 wurde Unger mit 81,13 % von den Wählern im ersten Wahlgang in seinem Amt bestätigt. Er erhielt dabei um 19,36 Prozentpunkte mehr Stimmen als seine ÖVP. Ingrid Ulreich (SPÖ) kam auf 15,18 % und Wolfgang Spitzmüller (Grüne) auf 3,69 %.
Im Jahr 2022 wurde Hans Unger (ÖVP) mit 69,34 Prozent der Stimmen im Amt bestätigt.
Leiterin des Gemeindeamts ist Monika Schmidt.
Die Bürgermeister von Oberschützen waren seit 1890:
- 1890–1919: Michael Unger
- 1919–1921: Samuel Jany
- 1921–1938: Johann Neubauer
- 1938–1945: Adolf Unger
- 1945–1946: Johann Neubauer
- 1946–1950: Karl Pratscher
- 1950–1957: Alfred Fleck
- 1957–1967: Adolf Krutzler
- 1967–1984: Wilhelm Hutter
- 1984–2002: Helmut Frauneder
- 2002–2016: Günter Toth
- seit 2016: Hans Unger

### Wappen
|  | Nachdem Oberschützen eine der wenigen Gemeinden war, die noch kein eigenes Gemeindewappen hatte, fasste der Gemeinderat im Frühjahr 2017 den einstimmigen Beschluss, ein eigenes Gemeindewappen zu schaffen. Das Wappen sollte ein Symbol sein, das stellvertretend für den Ort steht. Bei der Gestaltung war die Bevölkerung eingebunden, die zahlreiche Vorschläge einbrachte. Alle Entwürfe wurden einem Heraldiker übergeben, der daraus das Wappen gestaltete. Das Wappen steht für die innere Verbundenheit und Geschlossenheit der Gemeinde. Die Farben Blau und Gold stehen stellvertretend für die für Oberschützen wichtigen Bereiche Bildung, Kultur und Landwirtschaft. Das von der burgenländischen Landesregierung genehmigte Wappen wurde am 11. Juni 2017 im Rahmen eines Festaktes von Landesrätin Astrid Eisenkopf und den beiden Landtagsabgeordneten Christian Drobits und Christian Sagartz überreicht. |

## Persönlichkeiten

### Söhne und Töchter der Gemeinde
- Michael Gesell (1870–1933), Politiker (GDVP/Landbund)
- Johann Neubauer (1880–1970), Mundartdichter
- Wilhelm Knabel (1884–1972), ungarndeutscher Schriftsteller, Lehrer und Publizist[21]
- Adolf Posch (1904–1994), nationalsozialistischer Politiker
- Tobias Portschy (1905–1996), Jurist und nationalsozialistischer Politiker
- Hans Goger (1906–1978), nationalsozialistischer Politiker
- Reinhold Polster (1922–2009), Politiker (ÖVP) und Präsident der Landwirtschaftskammer
- Ernst Kurz (1935–2021), Politiker (ÖVP)
- Herwig Brunner (* 1942), ehemaliger Universitätsprofessor für Biochemie in Stuttgart
- Reinhard Jany (* 1956), Landwirt und Politiker, Mitglied des Bundesrates
- Tony Wegas (* 1965), Sänger und Musiker
- Markus Kern (* 1974), Musikdozent, Komponist und Musiker

### Personen mit Bezug zur Gemeinde
Hier sind alle Persönlichkeiten von Oberschützen erfasst, deren Wirken eng mit dem Ort verbunden ist.
- Gottlieb August Wimmer (1791–1863), revolutionärer, protestantischer Pfarrer
- Maximilian Schönowsky von Schönwies (1867–1925), Schriftsteller
- Ferenc Móra (1879–1934), ungarischer Schriftsteller
- Reinhold Urban (1880–1917), Schriftsteller (Ein Glaubensheld im Ungarland: das Leben und Wirken des Oberschützener Pfarrers Gottlieb August Wimmer. Verlag: Neumünster: Ihloff, [1909])
- Koloman Tomsich (1886–1944), Politiker (SDAP)
- Andreas Artner (1894–?), ehrenamtlicher Kommandant der Feuerwehr Oberschützen
- Erich Marckhl (1902–1980), Musikwissenschaftler
- Johann Grabenhofer (1903–1990), Politiker (FPÖ)
- Eduard Nicka (1911–1972), Politiker
- Alfred Kranich (1930–1998), Politiker (ÖVP)
- Gustav Reingrabner (1936–2025), evangelisch-lutherischer Theologe
- Eduard Nicka (* 1945), Politiker (FPÖ)
- Gert Steinbäcker (* 1952), Liedermacher und Sänger
- Peter Rezar (* 1956), Politiker (SPÖ)
- Michaela Resetar (* 1966), Politikerin (ÖVP)
- Nora Heschl (* 1987), Schauspielerin